# Stuk van 6-veld
Het stuk van 6-veld (officieel (volgens het voorschrift No.349): 'Vuurmond van 6 Veld', maar ook wel genoemd: 'stuk van 6 Veld', 'kanon van 6 Veld' of kortweg '6-Veld') was een in 1894 binnen de Nederlandse Artillerie ingevoerde stalen vuurmond met een kaliber van 57 mm (lengte 1.425 mm) en van het type 'ongeremde getrokken achterlader'.   

## Voorgeschiedenis
Stalen geschut werd pas einde 19e eeuw ontwikkeld nadat er grote vorderingen waren gemaakt in het smelt- en smeedproces van ijzer en staal. Stalen geschut verving in die periode massaal het bronzen en ijzeren geschut dat krijgsmachten toentertijd vooral in hun arsenalen hadden staan. 
De vuurmond was einde jaren 80 van de 19e eeuw ontworpen en werd gemaakt door de firma's Krupp en Schneider & Cie. Het was bedoeld als licht veldgeschut voor vuur met directe richting, met name ter bestrijding van infanterie. Er waren meerdere varianten van dit geschut, onder meer ook als vestingwapen, waarvan Nederland er ook enige aanschafte voor forten, het zogenaamde kazematgeschut.
Nederland kocht einde 19e eeuw ruim 200 vuurmonden van het veldgeschut type aan, welke na de Eerste Wereldoorlog spoedig zouden worden ingedeeld bij de infanterie als infanteriegeschut. De bediening zou zich echter nog steeds bij de artillerie laten scholen en daartoe blijven behoren, onwillekeurig dat men overigens geheel in een infanterie omgeving werd ingezet en door infanteriecommandanten werd aangestuurd. In het toenmalige leger was dit uitzonderlijk.

## Mei 1940
Het Nederlandse leger had gedurende het interbellum onvoldoende middelen om zijn geschut te moderniseren, zodat de 6-veld kanonnen prominent in de artillerie arsenalen bleven staan. In de oorlogsorganisatie werden 48 zelfstandige 6-veld batterijen opgericht met vier vuurmonden per batterij. Ieder van de 48 regimenten infanterie kreeg een batterij 6-veld ingedeeld die hetzelfde nummer droegen als het regiment. Het 19e Regiment Infanterie had dus bijvoorbeeld de beschikking over de 19e Batterij 6-Veld. 
Er was maar één uitzondering in de organisatie en dat gold de Lichte Brigade - vanaf eind 1939 aangeduid als de Lichte Divisie - welke een tweetal batterijen 6-veld (van het Korps Rijdende Artillerie) had bestaande uit zes kanonnen elk. Bovendien waren die twaalf kanonnen voorzien van rubberen banden ten faveure van het snelle gemotoriseerde vervoer over de weg. Alle overige 6-veld vuurmonden waren met houten spaakraderen uitgerust en slechts geschikt voor paardentractie. 
Zodoende waren er ten tijde van de Duitse inval 50 batterijen 6-veld actief, met in totaal 204 vuurmonden. Deze batterijen bestonden uit een staf met een munitietrein en twee secties met ieder twee 6-veld vuurmonden. De sterkte was organiek 36 man en een commandant. 
De 6-veld was onvoldoende geschikt voor het moderne gevecht. De vuurmond was weliswaar wel geschikt voor snelvuur en verschoot granaten met een voldoende brisante werking, maar hij was hoog, lomp en ongeremd. Dit betekende dat de 6-veld het beste rendeerde in vaste opstellingen, waar de bediening een goede dekking tegen klein kaliber wapens en scherven had. Op diverse locaties werd met deze verouderde vuurmonden daardoor nog werkzaam verweer aan de aanvallers geboden. 
Voor het gebruik tegen licht en middelzwaar gepantserde doelen, waarvoor de legerleiding de vuurmond ook geschikt achtte, was hij ongeschikt. De 57 mm pantserbrisantgranaat, tijdens het interbellum aan het munitierantsoen toegevoegd met zowel een scherpe als stompe kop, was onvoldoende in staat verharde doelen op middelgrote afstand te doorboren. Inzet tegen de middelzware Duitse tanks bleek kansloos, zelfs op korte afstand.

## Specificaties
- Kaliber: 57 mm
- Lengte schietbuis: 1.425 mm (= kaliber lengte 25)
- Massa: 577 kg (vuurgerede vuurmond)
- Massa (schietbuis met sluitstuk): 186 kg
- Massa affuit: 380 kg
- Vuurhoogte: 1 m
- Vuursnelheid: 4-5 schoten per minuut
- Munitietype: eenheidsmunitie (patroon)
- Munitiesoort: brisantgranaat, pantserbrisantgranaat, blikken kartets, losse (oefen)patroon
- Munitierantsoen: 192-208 schoten (bij stuk, in caisson en gevechtstrein)
- Mondingssnelheid: 480 m/sec (pantsergranaat)
- Richtmiddelen: opzet met korrel
- Rem: ongeremd (schoprem)
- Bediening: 4-5 man plus stukscommandant
- Tractie: 2-4 paarden